# 御勅使川
御勅使川（みだいがわ）は、山梨県の甲府盆地西部を流れる富士川水系の一級河川。川の名は、大水が出る意味の「水出川」と、古代に水害が発生した際に、甲斐国司の奏上で朝廷から勅使が下向したことに由来するという。『甲斐国志』によれば、近世には「みでい」とも呼ばれ、現在でも地元では呼称されている。総延長は18.8km。河川勾配は2.7パーセント。

## 地理
山梨県西端の山間部である、南巨摩郡早川町と南アルプス市の境にある巨摩山地のドノコヤ峠（標高1,518m）東麓に発し、北流して山間部ではV字谷を形成する。南流してきた金山沢川を合わせて東流し、山間部を過ぎて甲府盆地西部に南北10km、東西7.5kmの広大な扇状地（御勅使川扇状地）を形成する。左岸の韮崎市と右岸の南アルプス市の境界を流れ、支流の割羽沢川を合わせ、双田橋付近で甲府盆地北西部から流れる釜無川へ合流する。

## 流路の歴史的変遷
御勅使川は史上さかんに流路を変化させ、最も北に位置する現在の本流路のほか北から前御勅使川、御勅使川南流路、下今井流路、十日市場流路の5本の旧河道痕跡が発見されている。古代から流域に水害を及ぼす洪水を起しており、増水時には釜無川を押流して水害は盆地一帯にまで及んだ。考古遺跡は右岸の微高地上にわずかに大塚遺跡、立石下遺跡、石橋北屋敷遺跡などわずかに古墳時代から古代の集落遺跡が点在する程度であり、氾濫原である流域への定住は遅れていたと考えられていたが、近年は1989年（平成元年）以降の中部横断自動車道建設に際して百々遺跡などの遺跡群が発見され、遺跡の埋没原因となった流路変遷に関する研究が行われている。
下今井流路は縄文時代晩期から弥生時代前期の最も古いもので、弥生後期から古墳時代後期の十日市場流路、奈良・平安時代の南流路が続く。15世紀から16世紀初頭には鉄砲水により南流路を埋没させる大氾濫が発生しており、中世には前流路と新流路（現流路）のふたつが本流となる。この大氾濫で付近一帯に堆積した砂礫層は、近世以降に「原七郷」と呼ばれる干魃地帯となった原因であると考えられている。

## 治水
笛吹市の浅間神社社伝によれば、825年（天長2年）に大洪水が発生し、このときに甲斐国司文室秋津が朝廷に勅使下向を要請したという。沿岸一帯には中世に開発されて荘園化した八田牧があり、左岸の割羽沢川一帯の甘利荘には甲斐源氏の一族が拠り甘利氏を称しており、現在の河道は庄域の境界であったと考えられている。
正確な築造期は不明だが、戦国時代には治水施設として御勅使堤防が築造されており、治水施設として石積出（石堤群）や堀切（切通）、竜王の高岩へ流れを誘導する釜無川合流地点の十六石、激流を前御勅使川と本御勅使川（後御勅使川）に分けて水勢を弱める南アルプス市六科に所在する白根将棋頭と、下流で本御勅使川の流れをさらに分けて、北西方向から流入する割羽沢（わっぱざわ）川の合流を調整した韮崎市竜岡町下条南割に所在する竜岡将棋頭（第三将棋頭）、韮崎市大草町下條西割・大草町下條中割に所在し、現在は工場用地として消失した大草将棋頭（第二将棋頭）の分流堤防遺構などが残されている。
『甲斐国志』に拠れば、釜無川の治水工事である信玄堤と並行して計画された武田晴信（信玄）期に主導された事業である。信玄堤は、御勅使川の流路をそれまでの経路から北の現流路へ移す開削工事を施し、竜王の高岩へぶつけて水勢を殺ぎ、同じくさかんに氾濫し流路を変えていた釜無川の流れを固定化して制御しようとする事業であったが、近年の考古学的調査では、御勅使川の現流路は自然開削である可能性も示されている。また、信玄堤の管理や氾濫原開発のため設置された竜王河原宿（甲斐市）には、御勅使川流域の住民も移住して成立している。
江戸時代にもたびたび水害が発生し、絵図によれば以後も堤防の形態を変えており、堤防の決壊と修復を繰り返していたと考えられている。1653年（承応2年）には堤防が決壊して西郡一帯に被害が及んでおり、流域の領民には修復普請が課せられている。近代に入っても、増水により旧流路が本流となる大洪水が明治29年（1896年）に発生し、釜無川を押流して盆地中央部へも被害が及んだため、将棋頭から徳島堰まで660m続く石堤（石縦堤）が築かれている。切り離された前御勅川流路は堰き止められて廃河川となり、1930年（昭和5年）には四間道路が築かれた。
これらの治水遺構である将棋頭（竜岡（北緯35度40分18.5秒 東経138度27分23.3秒 / 北緯35.671806度 東経138.456472度）と白根（北緯35度39分47.8秒 東経138度27分5秒 / 北緯35.663278度 東経138.45139度））及び石積出（北緯35度39分12.7秒 東経138度24分58.7秒 / 北緯35.653528度 東経138.416306度）は、「御勅使川旧堤防（将棋頭・石積出）」の名称で、2003年（平成15年）3月25日に国の史跡に指定された。
近年行われた調査で、断裂している堤防の一部が新たに確認されている。

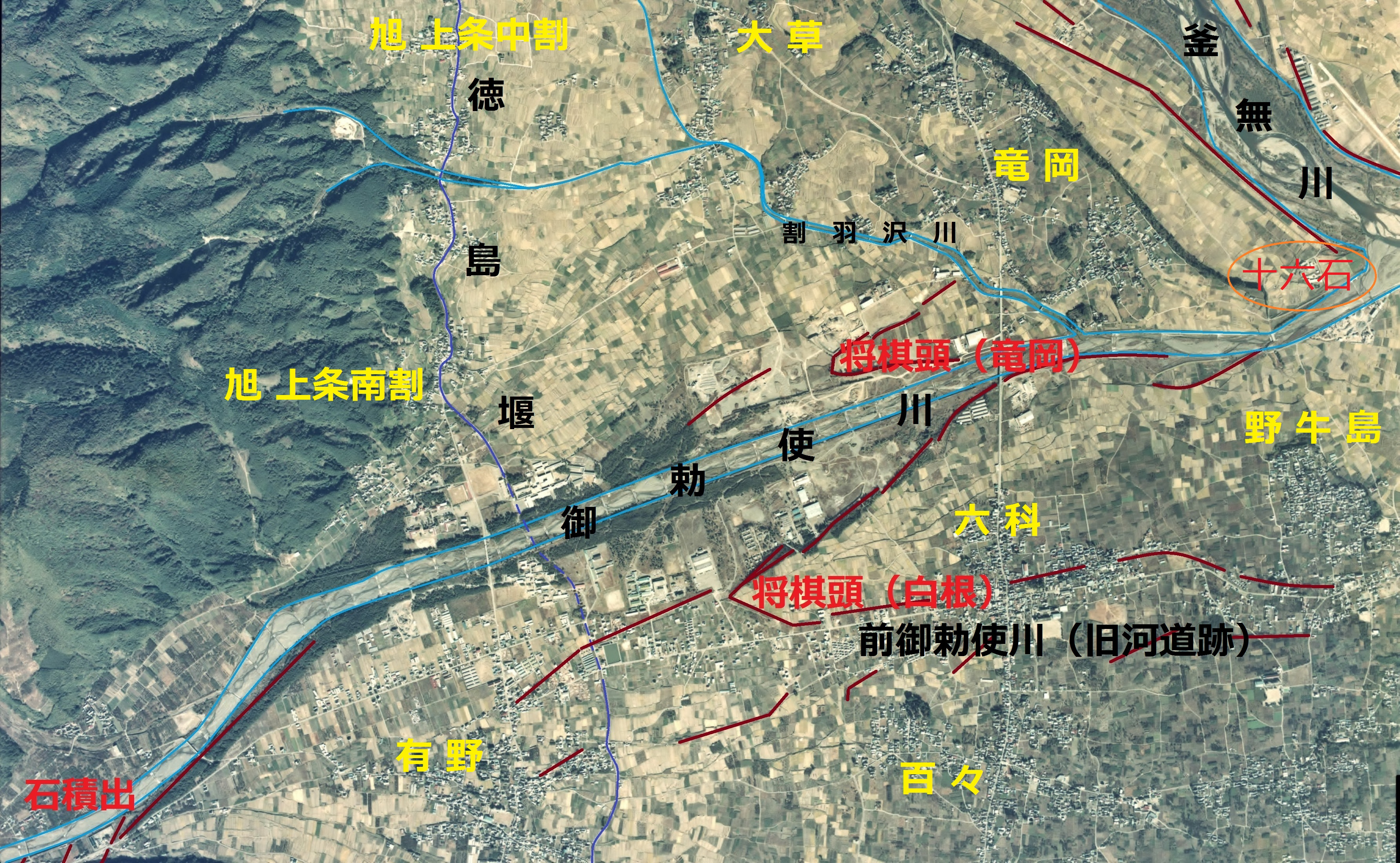
御勅使川治水史跡位置関係を記入した空中写真。（1976年撮影）

1947年（昭和22年）10月14日、山梨県に昭和天皇の戦後巡幸が行われた際には、砂防工事の現場が視察先の一つに選ばれた。

## 砂礫を運ぶ川

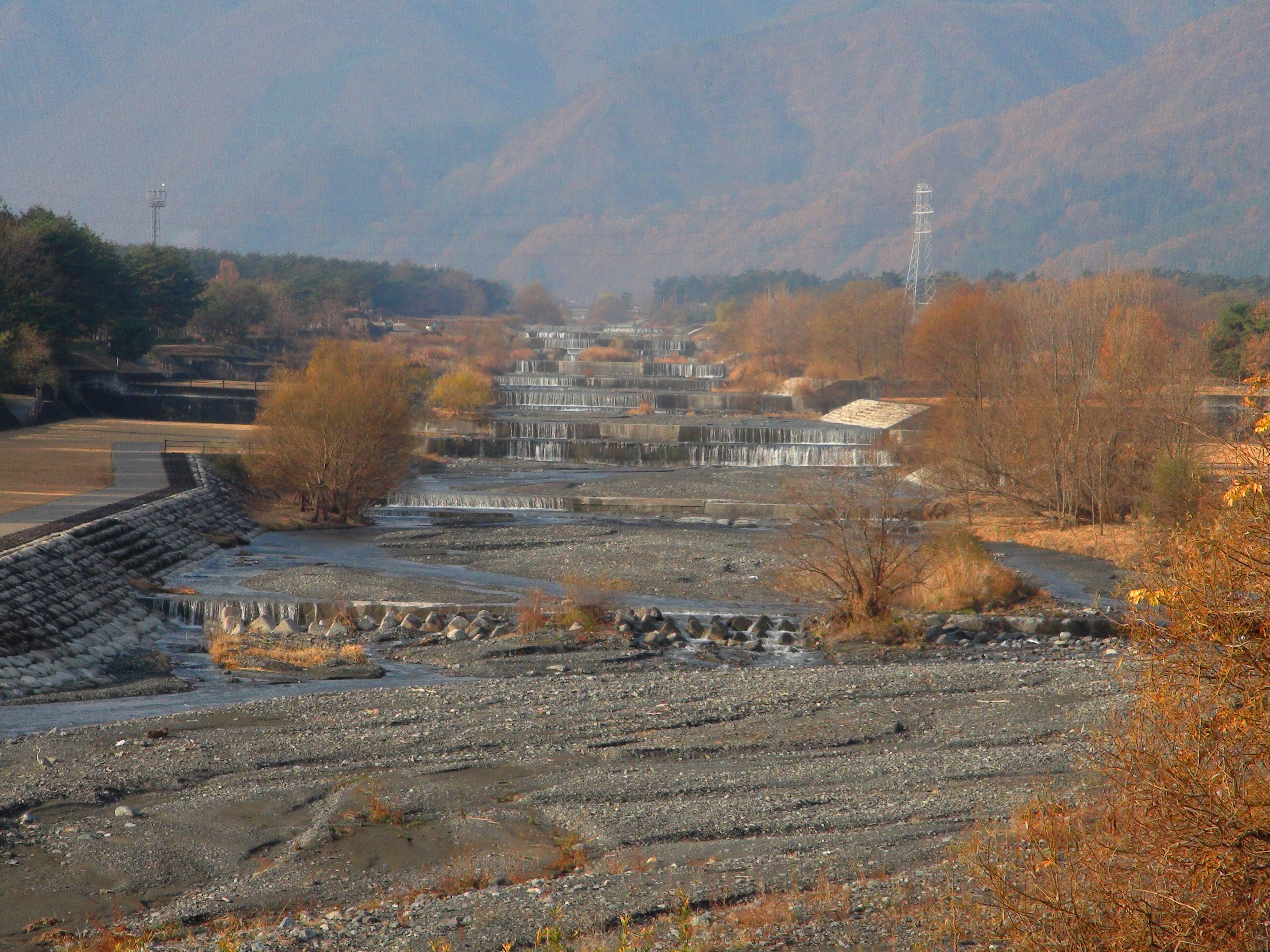
国道52号御勅使川橋上より上流方面を撮影。本流上に連続して多数の砂防堰堤が築かれ、河川敷には大量の砂礫が堆積している。（2010年12月撮影）

御勅使川の河川敷は両岸まで大量の砂礫が詰まっており、耕地が整理される以前には扇状地の表面に角礫が散乱していた。
流域面積が小さな割に、大量の砂礫が流出するのは、源流域を構成する地層が第三紀層の御坂層という崩れ易く、非常に脆い岩石からなるためで、上流域のいたるところに崩壊の場所がある。
本流上に連続して大規模な砂防堰堤が築かれ、今日でも河川敷には大量の砂礫を見る事ができる。また、支流のいたるところで山梨県による治山・砂防工事が古くから行われている。
戦後になり、川の両岸の砂礫の多い場所は、建設資材としての砂利採取場となり、採掘跡は御勅使南公園などとして再開発されている。2003年に3ヶ所の砂防堰堤は土木学会選奨土木遺産に選ばれる。